# Agrilus cercidii
Agrilus cercidii är en skalbaggsart som beskrevs av Knull 1937. Agrilus cercidii ingår i släktet Agrilus och familjen praktbaggar. Inga underarter finns listade i Catalogue of Life.